# Divertissement pour trois flûtes
Pour les articles homonymes, voir Divertissement (homonymie).
Le Divertissement pour trois flûtes, op. 91, est une œuvre pour deux flûtes et une flûte en sol (ou une clarinette) de Charles Koechlin composée en 1923 et 1924.

## Présentation
Le Divertissement pour trois flûtes est composé en 1923 et 1924.
L'œuvre, qui consiste en un trio pour deux flûtes et une flûte en sol (ou une clarinette), est créée le 24 mai 1937 aux Concerts Triton à Paris, salle de l'École normale, par MM. Marcel Moyse, Cortet et Masson aux flûtes.
La partition est publiée par le Magasin musical Pierre Schneider en 1939.

## Structure
Le Divertissement, d'une durée moyenne d'exécution de huit minutes environ, comprend trois mouvements, :
1. Très calme ;
2. Allegretto quasi andante (sans lenteur) ;
3. Final : Allegro, bien décidé.

Le musicologue Robert Orledge relève, comme le précisait Koechlin, que le matériau thématique de l'œuvre est basé sur l'intervalle de la quarte juste. Otfrid Nies souligne qu'en utilisant des suites de quartes comme éléments de base de la mélodie des mouvements deux et trois de la partition, le compositeur « franchit continuellement les limites de la tonalité ».
La pièce porte le numéro d'opus 91 dans le catalogue des œuvres de Charles Koechlin.

## Discographie
- Charles Koechlin : Musique de chambre, CD 2, Tatjana Ruhland (flûte), Christina Singer (flûte) et Dirk Altmann (clarinette), SWR Music SWR19047CD, 2017[7],[8], premier enregistrement mondial.

### Monographies
- Aude Caillet, Charles Koechlin : L'Art de la liberté, Anglet, Séguier, coll. « Carré Musique », 2001, 214 p. (ISBN 2-84049-255-5).
- Robert Orledge, Charles Koechlin (1867-1950) His Life and Works, Harwood Academic Publishers, 1989, 457 p. (ISBN 3-7186-4898-9).